# Гаммас
Гаммас (араб. غماس‎) — город на юге Ирака, расположенный на территории мухафазы Кадисия.

## Географическое положение
Город находится в юго-западной части мухафазы, на берегу канала Шатт-эль-Хиндия, на высоте 25 метров над уровнем моря.

Гаммас расположен на расстоянии приблизительно 38 километров к юго-западу от Эд-Дивании, административного центра провинции и на расстоянии 165 километров к югу от Багдада, столицы страны.

## Население
По данным последней официальной переписи 1965 года, население составляло 7 052 человека.
Динамика численности населения города по годам:
| 1965  | 2012   |
| ----- | ------ |
| 7 052 | 17 334 |